# Caustis recurvata
Caustis recurvata är en halvgräsart som beskrevs av Spreng.. Caustis recurvata ingår i släktet Caustis och familjen halvgräs. Inga underarter finns listade i Catalogue of Life.